# Орден Светог Александра
Орден Светог Александра је било одликовање Кнежевине Бугарске, а од 1908. године и Краљевине Бугарске. Орден је основан указом кнеза Александра Батенберга 25. децембра 1881. и добио име у част свеца. Био је намењен за доделу војницима и цивилима за показивање храбрости, за јавне службе, као знак добре воље кнеза, касније краља Бугарске.
После укидања монархије у Бугарској, 1946, орден је наставио да постоји, међутим, коначно је укинут 1948. од нових комунистичких власти у Бугарској, заједно са осталим краљевским одликовањима и од тада се више није обновљен.

## Орден
Орден је намењен за одликовање војника и цивила за показивање храбрости, за јавне службе, као знак добре воље кнеза Бугарске, која додељује Орден Светог Александра.

## Опис
У почетку, Орден Светог Александра је имао пет основних степена и један посебан — оковратник „Свети Александар“.
- Оковратник „Свети Александар“;
- 1. степен Орден Светог Александра;
- 2. степен Орден Светог Александра;
- 3. степен Орден Светог Александра;
- 4. степен Орден Светог Александра ;
- 5. степен Орден Светог Александра.